# Chung kết UEFA Champions League 2017
Trận chung kết UEFA Champions League 2017 là trận cuối cùng của UEFA Champions League 2016-17, mùa giải thứ 62 của giải bóng đá câu lạc bộ châu Âu do UEFA tổ chức, và mùa giải thứ 25 kể từ khi nó được đổi tên từ Cúp các đội vô địch châu Âu thành UEFA Champions League. Trận đấu diễn ra tại sân vận động Thiên niên kỷ ở Cardiff, xứ Wales vào ngày 3 tháng 6 năm 2017, giữa Juventus của Ý và Real Madrid của Tây Ban Nha, lặp lại trận chung kết năm 1998. Real Madrid đã giành chiến thắng 4-1 để giành chức vô địch thứ 12 trong giải này trong khi Juventus thua trận chung kết thứ năm liên tiếp và thứ bảy trong chín trận chung kết họ tham dự.
Đội vô địch Real Madrid có tư cách là đại diện của UEFA tại Giải vô địch bóng đá thế giới các câu lạc bộ 2017 tại Các Tiểu Vương quốc Ả Rập Thống nhất, và cũng giành được quyền chơi trận Siêu cúp châu Âu 2017 với người chiến thắng UEFA Europa League 2016-17, Manchester United.

## Địa điểm
Sân vận động Thiên niên kỷ được công bố là địa điểm cuối cùng vào ngày 30 tháng 6 năm 2015, sau quyết định của Ủy ban Điều hành UEFA tại Prague, Cộng hòa Séc. Sân vận động này đã ký một hợp đồng đặt tên với Hiệp hội Xây dựng Đạo luật vào năm 2016, nó đã được đổi tên thành "Sân vận động Principality"; Tuy nhiên, do các quy định của UEFA về việc sử dụng tên của các nhà tài trợ không phải là giải đấu, họ vẫn tiếp tục sử dụng tên "Sân vận động Millennium" trong tài liệu chính thức, trong khi tên "Sân vận động Quốc gia Wales" được sử dụng cho trận chung kết.

## Bối cảnh
Trận đấu là sự lặp lại của trận chung kết năm 1998, và là trận đấu chung kết lặp lại lần thứ 8. Real Madrid thắng trận chung kết năm 1998 1-0. Trận chung kết năm 2017 là lần đầu tiên kể từ khi hai đội gặp nhau vào năm 1998 với cả hai đội trong trận chung kết đều đã giành chức vô địch quốc gia hoặc Champions League mùa trước.

## Diễn biến
| Juventus      | 1–4      | Real Madrid                                     |
| ------------- | -------- | ----------------------------------------------- |
| Mandžukić 27' | Chi tiết | - Ronaldo 20', 64' - Casemiro 61' - Asensio 90' |

| Juventus | Real Madrid |

| GK                   | 1  | Gianluigi Buffon (c) |         |     |
| CB                   | 15 | Andrea Barzagli      |         | 66' |
| CB                   | 19 | Leonardo Bonucci     |         |     |
| CB                   | 3  | Giorgio Chiellini    |         |     |
| RM                   | 23 | Dani Alves           |         |     |
| CM                   | 5  | Miralem Pjanić       | 66'     | 71' |
| CM                   | 6  | Sami Khedira         |         |     |
| LM                   | 12 | Alex Sandro          | 70'     |     |
| AM                   | 21 | Paulo Dybala         | 12'     | 78' |
| CF                   | 9  | Gonzalo Higuaín      |         |     |
| CF                   | 17 | Mario Mandžukić      |         |     |
| Dự bị:               |    |                      |         |     |
| GK                   | 25 | Neto                 |         |     |
| DF                   | 4  | Medhi Benatia        |         |     |
| DF                   | 26 | Stephan Lichtsteiner |         |     |
| MF                   | 7  | Juan Cuadrado        | 72' 84' | 66' |
| MF                   | 8  | Claudio Marchisio    |         | 71' |
| MF                   | 18 | Mario Lemina         |         | 78' |
| MF                   | 22 | Kwadwo Asamoah       |         |     |
| Huấn luyện viên:     |    |                      |         |     |
| Massimiliano Allegri |    |                      |         |     |

| GK               | 1  | Keylor Navas      |       |     |
| RB               | 2  | Dani Carvajal     | 42'   |     |
| CB               | 4  | Sergio Ramos (c)  | 31'   |     |
| CB               | 5  | Raphaël Varane    |       |     |
| LB               | 12 | Marcelo           |       |     |
| DM               | 14 | Casemiro          |       |     |
| CM               | 8  | Toni Kroos        | 53'   | 89' |
| CM               | 19 | Luka Modrić       |       |     |
| RW               | 22 | Isco              |       | 82' |
| CF               | 9  | Karim Benzema     |       | 77' |
| LW               | 7  | Cristiano Ronaldo |       |     |
| Dự bị:           |    |                   |       |     |
| GK               | 13 | Kiko Casilla      |       |     |
| DF               | 6  | Nacho             |       |     |
| DF               | 23 | Danilo            |       |     |
| MF               | 16 | Mateo Kovačić     |       |     |
| MF               | 20 | Marco Asensio     | 90+1' | 82' |
| FW               | 11 | Gareth Bale       |       | 77' |
| FW               | 21 | Álvaro Morata     |       | 89' |
| Huấn luyện viên: |    |                   |       |     |
| Zinedine Zidane  |    |                   |       |     |

| Cầu thủ xuất sắc nhất trận đấu: Cristiano Ronaldo (Real Madrid) 'Trợ lí Trọng tài:': Mark Borsch (Đức) Stefan Lupp (Đức) Fourth official: Milorad Mažić (Serbia) Additional assistant referees: Bastian Dankert (Đức) Marco Fritz (Đức) Reserve assistant referee: Rafael Foltyn (Đức) | Luật trận đấu - 90 phút thi đấu - 30 phút hiệp phụ nếu tỷ số hoà - Sút luân lưu 11m sau thời gian hiệp phụ - Bảy cầu thủ dự bị và thay tối đa 3 cầu thủ. |

### Thống kê
| Statistic      | Juventus | Real Madrid |
| -------------- | -------- | ----------- |
| Bàn thắng      | 1        | 1           |
| Số cú sút      | 8        | 5           |
| Sút trúng đích | 4        | 1           |
| Saves          | 0        | 3           |
| Sở hữu bóng    | 45%      | 55%         |
| Phạt góc       | 1        | 0           |
| Phạm lỗi       | 10       | 13          |
| Việt vị        | 1        | 0           |
| Thẻ vàng       | 1        | 2           |
| Thẻ đỏ         | 0        | 0           |

| Statistic      | Juventus | Real Madrid |
| -------------- | -------- | ----------- |
| Bàn thắng      | 0        | 3           |
| Số cú sút      | 3        | 13          |
| Sút trúng đích | 0        | 4           |
| Saves          | 1        | 0           |
| Sở hữu bóng    | 47%      | 53%         |
| Phạt góc       | 0        | 1           |
| Phạm lỗi       | 13       | 5           |
| Việt vị        | 2        | 1           |
| Thẻ vàng       | 4        | 2           |
| Thẻ đỏ         | 1        | 0           |

| Statistic      | Juventus | Real Madrid |
| -------------- | -------- | ----------- |
| Bàn thắng      | 1        | 4           |
| Số cú sút      | 11       | 18          |
| Sút trúng đích | 4        | 5           |
| Saves          | 1        | 3           |
| Sở hữu bóng    | 46%      | 54%         |
| Phạt góc       | 1        | 1           |
| Phạm lỗi       | 23       | 18          |
| Việt vị        | 3        | 1           |
| Thẻ vàng       | 5        | 4           |
| Thẻ đỏ         | 1        | 0           |